# 加拿大電視
加拿大電視產業的正式開端被認為始於首家電視台於1952年在蒙特利爾和多倫多登記註冊。與加拿大其他大多數媒體產業一樣，加拿大的電視產業深受其鄰國美國的影響；而且影響程度可能是其他工業發達國家所沒有的。為了應對這一情況，加拿大政府對電視台播出的“加拿大內容”提出了配額要求。但儘管如此，電視台為此製作的新內容還是會更傾向於針對整個北美地區的觀眾；不過這一情況在法語佔主導地位的魁北克省則不太明顯。

## 延伸閱讀
- Zoë Druick; Aspa Kotsopoulos (编). . Wilfrid Laurier University Press. 2008. ISBN 9781554580101.
- Paul Rutherford. . University of Toronto Press. 1990.

## 外部連接
- 加拿大廣播電視及通訊委員會 （页面存档备份，存于）（英文）（法文）